# Tavistock Groep
De Tavistock Groep was een gezelschap van sociale wetenschappers die vanuit de  Tavistock Clinic in Londen in 1946 met behulp van Amerikaanse fondsen het Tavistock Institute of Human Relations oprichtten. De onderlinge verbondenheid van deze groep was gebaseerd op hun gedeelde oorlogservaringen (velen dienden als officier) en de invloed van Melanie Klein op hun opleiding in de psychoanalyse.  
Tot de oprichters van het Tavistock Institute of Human Relations behoorden Wilfred Bion, John Bowlby, Harold Bridger, Ronny Hargreaves, Elliott Jaques, Isabel Menzies, Ben Morris, Jock Sutherland, Eric Trist, en Tommy Wilson.
In Nederland is dit onder andere uitgewerkt in de sociotechniek van Ulbo de Sitter.